# Ararat (Band)
Ararat war bis 2011 eine der bekanntesten deutschen christlichen Bands.

## Geschichte
Die Anfänge der Band gehen bis ins Jahr 1979 zurück. Die Band entstand in Bad Urach im Rahmen der Teestuben-Arbeit „Oase“.
Das Weiterbestehen der Band stand 1994 nach dem tödlichen Verkehrsunfall des damaligen Sängers und Gitarristen Christian Stäbler lange Zeit auf dem Spiel. Letztendlich konnte die Band dann mit der neuen Sängerin Bianca Poppke fortgesetzt werden.
Seit 1996 spielten Ararat in jener Besetzung hauptsächlich Konzerte in Deutschland, Österreich und der Schweiz. Ihre letzten großen Auftritte außerhalb Baden-Württembergs hatten sie anlässlich des Deutschen Evangelischen Kirchentages 2011 in Dresden, bevor sie ihre aktive Zeit als Band beendeten. Das Abschiedskonzert fand am 25. November 2011 in Bad Urach statt.

## Diskografie

### Alben
- 1989: Wenn nicht jetzt…wann dann!? (MC) (Eigenverlag)
- 1991: Volxmusik (Pila Music)
- 1993: Himmelwärts (Pila Music)
- 1997: Weites Land (Pila Music)
- 1999: dir entgegen (Pila Music)
- 2003: bei Dir (Asaph Musik)
- 2006: Gold (Ruuf Records)
- 2011: 32

### Anderes
- Ich will Dir den Himmel aufreißen. Gedanken zu den Texten, Pila Music, Dettenhausen 1994, ISBN 3-928601-08-3 (mit kommentierten Liedtexten der bisher veröffentlichten Alben und Karikaturen von Pfarrer Tiki Küstenmacher)
- Bianca Poppke (Hrsg.): Zweifel, Waschen + Legen? Rück- und Ausblicke, Schulte und Gerth, Asslar 2002, ISBN 3-89437-770-4
- Songbook mit Noten (2002)